# Pierre Dugat
Pierre, Denis Dugat (né le 20 mai 1760 à Orange (Vaucluse) est un homme politique français, député de Vaucluse.